# Цивільні втрати у російсько-українській війні (з 2014)
Цивільні втрати внаслідок російського вторгнення в Україну — жертви серед цивільного населення, що були спричинені російською інтервенцією в Україну.
Станом на початок 2025 року в Україні за даними ООН внаслідок військових дій загинули 12 654 і отримали поранення 29392 цивільних, більшість з яких на підконтрольній Україні території

## Інциденти

### 2014
Першою цивільною жертвою російського вторгнення в Україну став Решат Аметов. Він був викрадений 3 березня 2014 року о 12:00 з мітингу на підтримку України у центрі Сімферополя, вивезений російськими спецслужбами у гори, де його піддавали тортурам і, понівеченого, стратили пострілом у голову. За словами Юрія Бутусова, таким чином російська сторона вчинила акт залякування.
7 березня 2014 року в Криму були викрадені Іван Бондарець та Валерій Ващук — два активісти Євромайдану, учасники 40-ї сотні самооборони. Перед зникненням встигнули повідомити, що їх затримала на сімферопольському вокзалі міліція, обшукала, зламала СІМ-карту Валерію й відпустила. До 8:00 ранку перетелефонували до рідних з іншого номера, повідомивши про цей випадок, а з 10:00 ранку зв'язок з ними урвався. Станом на 2017 рік не знайдені в живих.
13 березня 2014 року на проукраїнському мітингу в Донецьку був убитий Дмитро Чернявський, активіст «Свободи» з Донеччини.
15 березня 2014 року представники МВС забрали з власної квартири в Криму Василя Черниша, колишнього співробітника СБУ і активіста Автомайдану. Станом на 2017 рік не знайдений в живих.
19 квітня 2014 року в річці Казенний Торець біля смт. Райгородок Слов'янського району Донецької області місцевими рибалками було знайдено тіла депутата горлівської міськради Володимира Рибака і київського студента Юрія Поправки зі слідами численних тортур. Володимир Рибак був викрадений бойовиками 17 квітня у Горлівці після його спроб повернути український прапор на будівлю міськради. 28 квітня у річці було виявлене тіло Юрія Дяковського, з ідентичними ознаками насильницької смерті як у Володимира Рибака і Юрія Поправки. Володимир Рибак став першим цивільним, що загинув у війні на Донбасі.
25 квітня 2014 року в Криму міліція забила на смерть Марка Іванюка, 16-річного студента з Рівненської області, що вчився у Криму, ймовірно через його принципову україномовність.
9 травня 2014 року на блокпості на Луганщині за 15 км від КПП «Довжанський», під Свердловськом, проросійські бойовики в упор розстріляли 2 автомобілі Toyota FJ Cruiser, що не зупинилися на огляд. На місці загинули приватні підприємці — Олег та Ірина Бурихіни з Антрациту. Їх 10-річна донька Ліза у важкому стані доправлена до лікарні.
9 травня 2014 року на виїзді з Дружківки на Донеччині, неподалік Костянтинівки, проросійські бойовики застрелили 44-річного православного священника Павла Жученка, протоієрея УПЦ МП. У тіло влучило 8 куль.
11 травня 2014 року четверо чоловік були обстріляні неподалік блокпосту під Брянкою на Лугащині. Двоє загинули на місці.
18 травня 2014 року місцеві ЗМІ повідомили, що у селі Сергіївка під Слов'янськом бойовики вбили місцевого 68-річного фермера за те, що він допомагав продуктами українській армії.
22 травня 2014 року з'явилася перша цивільна жертва війни в Луганській області. Український блокпост в сел. Старій Краснянці після боїв того дня під Рубіжним закрили для проїзду. Вікторія Сухорученко, 39-річна жителька м. Сватове, спробувала прорватися через блокпост на позашляховику Skoda в Рубіжне: не зупинилася на попереджувальні постріли, після чого загинула після відкриття вогню на ураження.
2 червня 2014 року внаслідок авіаудару по будівлі Луганської ОДА загинуло 8 чоловік і 11 дістали поранення.
2 червня 2014 року в Торезі, мікрорайон «Жилмасив», було скоєно напад на дім місцевого підприємця Анатолія Цакадзе. Дім було обстріляно і підпалено. Цакадзе помер у міській лікарні від вогнепальних поранень.
8 червня 2014 р. на свято П'ятидесятниці після богослужіння в приміщення церкви християн віри євангельської «Преображення Господнє» увірвались бойовики Російської православної армії й заарештували дияконів Володимира Величка та Віктора Брадарського, а також двох дорослих синів старшого пастора — Рувима і Альберта Павенків. Сам пастор Олександр Павенко разом із молодшими дітьми виїхав із міста. Терористи звинуватили християн у злочинах проти «ДНР» і підтримці українського війська. Понад місяць родини полонених (дружина і вісім дітей В.Величка, дружина і троє дітей В. Брадарського і дружина Павленка) сподівались на звільнення своїх чоловіків. Але, як згодом з'ясувалось, бойовики ще 9 червня вбили християн після тортур.
2 липня 2014 року стався обстріл Станиці Луганської. За різними даними тоді загинуло від 9 до 12 мирних мешканців, було поранено від 11 до 16 осіб.
17 липня 2014 року з території, що контролюється терористами, було збито пасажирський літак Боїнг 777, рейс MH17 «Малайзійських авіаліній» з 298 особами на борту, з яких 80 пасажирів — діти, включаючи 3-х немовлят. Усі пасажири і члени екіпажу загинули.
28 липня 2014 року був страчений у полоні Степан Чубенко, 16-річний футболіст з Краматорська, якого 23 липня викрали на залізничному вокзалі у Донецьку проросійські бойовики батальйону «Керч», коли Степан зійшов з київського поїзда. За даними російських джерел, Степан Чубенко був убитий за наказом Погодіна Вадима Вікторовича («Керч»), а виконавцями були Сухомлинов Максим Вікторович («Буба») і Москальов Юрій Аркадійович («Жора»).
28 липня 2014 року через артилерійські удари в центрі Горлівки загинуло 17 цивільних, троє з яких — діти, а ще 43 дістали поранення. У місті оголошено триденний траур.
10 серпня 2014 року проросійські бойовики з угрупування «Одесса» викрали і стратили Олену Куліш і Володимира Альохіна з села Переможне Луганської області, що допомагали українській армії.[неавторитетне джерело]
10 серпня 2014 року в Краснодоні танк проросійських бойовиків наїхав на тролейбус. Загинуло 6 чоловік — водій, кондуктор і 4 пасажири.
18 серпня 2014 року проросійські бойовики знищили колону біженців неподалік Новосвітлівки і Хрящуватого — цивільні евакуювалися з населених пунктів з поміччю української армії. 17 чоловік загинуло від артилерійського удару систем залпового вогню і мінометів.
20 серпня неподалік Хрящуватого проросійські бойовики обстріляли ще один автомобіль з біженцями, що їхав під білими прапорами. На місці загинув чоловік із п'ятирічною дитиною, його дружина померла від ран. Вогонь вівся з селища Самсонівки.
22 серпня бойовики з угрупування «Одесса» стратили чотирьох членів сім'ї Бочневичів — Сергія, Вікторію, Катерину та Григорія з села Переможне, які допомагали українській армії в Луганському аеропорту. Семеро бойовиків прибули з сусіднього села Першозванівки. Діти Сергія Бочневича Микола та Юлія отримали допомогу від держави.
До 1 вересня 2014 року в селі Кримське членами Козачої гвардії було страчено 42-річного депутата сільської ради, майора міліції у відставці Геннадія Дмитровича Хитренка. Казаки розстріляли його з автомата у дворі біля його хати — він неодноразово заявляв, що Кримське залишиться у складі України.
29 вересня 2014 року в окупованому Криму зник 25-річний Едем Асанов. Його знайшли повішеним через тиждень у закинутій будівлі на околиці Євпаторії.

### 2015
Ескалація бойових дій взимку 2015 року вилилася у низку надзвичайно кривавих терактів та обстрілів цивільного населення.
13 січня 2015 року контрольно-пропускний пункт на автошляху Н20 (Маріуполь — Слов'янськ), поблизу села Бугас Волноваського району Донецької області, був обстріляний проросійськими бойовиками з реактивної системи залпового вогню «Град», унаслідок чого загинуло 13 та поранено 18 цивільних — пасажирів рейсового автобуса «Златоустівка — Донецьк», який в той час проходив паспортну перевірку.
13 січня 2015 року внаслідок обстрілу бойовиками с. Гранітне загинула дворічна дівчинка.
22 січня 2015 року проросійськими військовими здійснено мінометний обстріл зупинки громадського транспорту «Завод Донгормаш» Ленінського району Донецька, внаслідок чого, загинули 8 та поранено 13 мешканців міста.
24 січня 2015 року проросійським незаконним збройними угруповуванням «ДНР» із лівобережжя річки Кальміус було вчинено серію артилерійських обстрілів по житловому мікрорайону «Східний» міста Маріуполь та блокпостах Збройних сил України, у результаті чого загинули 30 мешканців міста та військовослужбовець, а також 117 осіб поранено. Відповідальність за здійснення терористичних актів в обласному центрі Донецької області офіційно взяв на себе лідер терористичної організації «ДНР» Олександр Захарченко.
10 лютого 2015 року проросійські формування завдали артилерійського удару з крупнокаліберної системи залпового вогню, використовуючи касетні боєприпаси, по житловим кварталам Краматорська та військового аеродрому поблизу міста. Загинули 10 цивільних, поранені 64 особи, серед них 5 дітей.
22 лютого 2015 року у Харкові відбувся теракт під час Маршу єдності — урочисту ходу було підірвано вибуховим пристроєм, загинуло 4 людини і 9 чоловік дістали поранення.

### 2017
13 травня проросійські бойовики обстріляли Авдіївку, 122-мм артилерійський снаряд влучив у житловий будинок приватного сектора по вул. Сапронова, загинули три жінки і чоловік: Олена Асланова, Ольга Курочкіна, Марія Дика і Олег Борисенко, а син Олени Асланової Артем у стані коми госпіталізований.
В ніч на 23 серпня члени організації ЛНР розстріляли підприємця з Сорокиного, Богдана Афанасьєва, чия машина не зупинилася на одному з блокпостів.
Повідомляється, що двох затриманих на переході біля Станиці Луганської осіб знаходили забитими насмерть у Луганську.

## Хронологія звітів

### 2014
3 червня 2014 року у доповіді генерального прокурора Олега Махніцького було зазначено, що всього загинула 181 особа — 59 військовослужбовців і 122 цивільних. Він також повідомив, що було викрадено 220 осіб, 15 з яких — іноземці.
10 липня 2014 року заступник міністра охорони здоров'я України повідомив, що за період проведення антитерористичної операції загинули 478 цивільних осіб (з них 30 жінок та 7 дітей), було поранено 1392 людини (з них 108 жінок і 14 дітей).
У звіті за 15 липня 2014 року ОКГП ООН зазначало, що на 10 липня 2014 міністерство охорони здоров'я повідомляло про 478 загиблих цивільних осіб (з них 441 чоловіків, 30 жінок і 7 дітей), а також 1392 поранених. З 10 липня на момент публікації звіту додалося ще 44 смерті (з них двоє — діти), тобто сумарно загинуло 522 осіб.
У статті NY Times за 28 липня 2014 вказувалося, що за даними ООН датованими серединою липня, загинуло 799 цивільних осіб, а 2155 дістали поранення.
Згідно з доповіддю Управління Верховного комісара ООН, станом на 28 липня 2014 року загинуло 1129 і дістало поранення 3442 цивільних.
У доповіді ОКГП ООН за 17 серпня 2014 року зазначено, що сумарне число втрат цивільних та учасників проросійських збройних угрупувань на 17 серпня становить щонайменше 949 убитих і 1727 поранених на Донеччині, і 653 убитих і 1927 поранених на Луганщині. Також, за даними Луганської міської ради, за період 1—28 липня загинуло 93 цивільних і 407 дістали поранення.

### 2015
Станом на 29 вересня 2015 року, за словами Президента України Петра Порошенка, загинуло 6000 цивільних.
Станом на кінець 2015 року, за оцінками ООН, у конфлікті загинуло порядка 2000 цивільних.
- Загиблі
- Поранені
- Всього

Графік 2015 року побудований на основі даних ОКГП ООН. Згідно з цими даними, за 10 з половиною місяців війни спостерігачами ООН було зареєстровано 227 смертей цивільних осіб по обидві сторони лінії зіткнення.

### 2016
У промові 28 березня 2016 року Президент України Петро Порошенко повідомив, що 6,5 тисяч цивільних загинуло під час конфлікту.
Згідно з доповіддю ОКГП ООН за червень 2016 року, за найобережнішими підрахунками у конфлікті загинуло щонайменше 2000 цивільних осіб.
Доповідь Ради ООН з прав людини від 3 серпня 2016 року наводить дані щодо цивільних жертв: 12 загиблих і 57 поранених у червні 2016, і 8 загиблих і 65 поранених у липні 2016 року. Таким чином кількість жертв за ці два місяці становила в середньому 71 особу на місяць, що у порівнянні з періодом вересня 2015 — травня 2016, коли нараховувалося 34 жертви на місяць, зросла удвічі.
За даними ООН, за 3 місяці спостереження — з середини травня до середини серпня 2016 року, — було зафіксовано 28 смертей цивільних, 160 дістали поранення.
Доповідь за серпень — листопад 2016 року від Ради ООН з прав людини містить інфографіку, на якій відображено смертність цивільних у містечку Фащівка Луганської області, що знаходиться в глибині території ОРДЛО, на рівні з прифронтовим Донецьком.
- Загиблі
- Поранені
- Всього

Графік 2016 року побудований на основі даних ОКГП ООН. Згідно з цими даними, за рік війни спостерігачами ООН було зареєстровано 84 смерті цивільних осіб по обидві сторони лінії зіткнення.

### 2017
18 лютого 2017 року Національна поліція повідомила, що за час проведення АТО загинуло 1767 цивільних Донецької та Луганської областей, а 2871 дістали поранення.
6 червня 2017 заступник голови СММ ОБСЄ Александр Хуг повідомив, що з початку року 16 цивільних загинули внаслідок підриву на мінах, і ще 38 через міни дістали травм і поранень.
9 червня 2017 адміністрація Горлівки оприлюднила перелік загиблих мешканців міста за час війни. У списку зазначено 230 імен.
13 червня 2017 звіт ООН зазначав, що за 3 місяці у період 15 лютого—15 травня загинуло 36 цивільних, а ще 157 дістали поранень, що у півтора рази більше за попередній тримісячний період, коли загинуло 23 і було поранено 107 осіб. Загальна кількість втрат цивільних сягнула 2777 осіб з початку конфлікту.
17 червня 2017 місія ОБСЄ повідомила, що з початку року загинуло 47 цивільних, а 222 дістали поранення. Більшість жертв були спричинені артилерією.
18 червня 2017 звіт ООН наводить такі числа жертв з початку року: 67 загиблих і 308 поранених. З них від артилерії загинула 31 особа, а дістали поранення 178. Зазначається, що число жертв зросло на 74 % у порівнянні з аналогічним періодом 2016 року.
У період з 16 травня до 15 серпня 2017 року УВКПЛ зафіксувало 161 цивільні жертви: 26 загиблих (11 жінок і 15 чоловіків) та 135 поранених (74 чоловіка, 46 жінок, 9 хлопчиків, 3 дівчинки). Це на 16 відсотків менше, ніж у попередньому звітному періоді (з 16 лютого до 15 травня 2017 року). За весь період конфлікту, з 14 квітня 2014 року до 15 серпня 2017 року загинуло щонайменше 2505 цивільних осіб: 1381 чоловік, 838 жінок, 90 хлопців та 47 дівчат, а також 149 дорослих, стать яких невідома. Окрім цього, 298 цивільних осіб, у тому числі 80 дітей, загинули внаслідок падіння літака «МН-17» 17 липня 2014 року. Загальна кількість цивільних осіб, які були поранені у зв'язку з конфліктом, оцінюється на рівні 7-9 тисяч осіб.
- Загиблі
- Поранені
- Всього

Графік 2017 року побудований на основі даних ОКГП ООН.

### 2018
5 березня 2018 року Ірина Геращенко повідомила, що від квітня 2014 року у зоні бойових дій на Донбасі загинуло 138 дітей.
З початку року станом на 27 вересня заступник голови СММ ОБСЄ Александер Гуґ підтвердив 183 цивільних жертви: 34 загиблих та 149 поранених.

### 2022
24 лютого 2022 року РФ почала повномасштабну збройну агресію проти України. В наслідок того, що РФ закрила доступ до тимчасово окупованої Російською Федерацією території України (ТОТ) міжнародним спостерігачам ММПЛУ, СММУ, МКЧХ, дані про втрати є даними верифікованими міжнародними організаціями лише з української сторони.
Упродовж року повномасштабної війни — період з 24 лютого 2022-го по 15 лютого 2023-го — жертвами війни стали 8006 загиблих і 13287 поранених цивільних осіб, яких зафіксувала ООН як індивідуальні верифіковані випадки та повідомив очільник УВКПЛ, що зазначив: «І наші дані — лише верхівка айсберга».
У період з 24 лютого 2022 року по 22 лютого 2023 року 9655 загиблих цивільних, серед них — 461 дитина, зафіксувала прокуратура України та повідомив очільник Генеральної прокуратури України, що зазначив: «Ми свідомі, що реальна цифра набагато більша».
За оцінкою, з березня 2022 року по лютий 2023 року, під час російської окупації Донецької області у масових вбивствах у Маріуполі було щонайменше 8034 смерті людей порівняно з мирним часом лише в одному місті ТОТ, — з доповіді з докладними доказами, що була оприлюднена 8 лютого 2024 року Human Rights Watch, Truth Hounds і SITU Research, за оцінкою, що немає можливості встановити, скільки з тих, хто був похований у місті, були цивільними чи військовими. Розрахунок вівся від кількості могил — 10284 і дослідники наголосили, що люди були, як у окремих могилах, так і в могилах траншейного типу, останки загиблих, поховані під завалами, подекуди вивозили разом із будівельним сміттям.
За підтвердженими міською владою даними, у зруйнованому й окупованому Росією Маріуполі загинули понад 20 тисяч людей, повідомив в інтерв’ю Радіо Свобода міський голова Вадим Бойченко.
- Загиблі
- Поранені
- Всього

Графік з 24 лютого 2022 року побудований на основі даних УВКПЛ зі заниженою кількістю втрат цивільних осіб — з огляду на велику кількість наявних повідомлень, які неможливо перевірити через російську відмову в доступі до окупованих Російською Федерацією міст, де на початку збройного нападу у 2022 році велися тривалі інтенсивні бойові дії — як-от у Маріуполі (Донецька область), у Лисичанську, Попасній і Сєвєродонецьку (Луганська область) і відповідних районах.

### 2023
Внаслідок повномасштабної війни у період з 24 лютого 2022 року по 30 червня 2023 року — 9177 загиблих і 15993 поранених цивільних осіб, зафіксувала ООН індивідуальні верифіковані випадки та звітувало УВКПЛ. За даними ООН, реальна кількість втрат серед цивільного населення є значно вище.
8 липня 2023 року Офіс генерального прокурора України повідомив, що за 500 днів повномасштабної війни Росії проти України — щонайменше 10 500 вбитих мирних українців, серед них майже 500 вбитих дітей. За даними української влади, реальна кількість втрат серед цивільного населення є значно вище.
У листопаді 2023 року відомо про 11 362 загиблих людини, з них 508 дітей, офісу генерального прокурора України. За даними української влади, реальна кількість втрат серед цивільного населення є значно вище.
З 24 лютого 2022 року по 31 грудня 2023 року, ООН відомо про 10 233 загиблих цивільних і ще 19 289 поранених, та понад 100 мирних українців, які загинули в російському полоні, з них — одна дитина. За даними ООН, реальна кількість втрат серед цивільного населення є значно вище.
- Загиблі
- Поранені
- Всього

Графік 2023 року побудований на основі даних УВКПЛ.

### 2024
Упродовж двох років російської повномасштабної війни ООН верифікувала 10 582 загиблих цивільних в Україні  та зазначила, що реальна кількість є «набагато вищою».
До червня 2024 року: «Російські загарбники вбили понад 12 тисяч цивільних, зокрема 551 дитину. Це лише підтверджені дані. У багатьох ситуаціях українська влада не може провести належне розслідування та документування — як у випадку з Маріуполем, де, за оцінками, число загиблих цивільних може вимірюватися десятками тисяч людей.»
У доповіді ММПЛУ за липень зазначено, що в Україні загинуло щонайменше 244 цивільних особи і 1112 отримали поранення, що становить найбільшу кількість жертв серед цивільних осіб з жовтня 2022 року. Велика кількість загиблих та поранених у липні продовжила тенденцію до збільшення кількості жертв серед цивільних осіб з березня 2024 року.
Масштабна скоординована атака російських збройних сил по всій території України, що відбулася 8 липня, призвела до загибелі щонайменше 43 цивільних осіб, у тому числі 5 дітей, та поранення 147 осіб, у тому числі 7 дітей, у Києві, Дніпрі, Кривому Розі (Дніпропетровська область) та Київській області, за даними ООН.
У 2024 році в Україні загинуло щонайменше 2064 цивільних осіби і 9089 отримали поранення за даними ММПЛУ на 9 січня 2025 року.
- Загиблі
- Поранені
- Всього

Графік 2024 року побудований на основі даних УВКПЛ.

### 2025
Упродовж трьох років російської повномасштабної війни 
- Загиблі
- Поранені
- Всього

Графік 2025 року побудований на основі даних УВКПЛ.